# Danh sách vũng vịnh ven bờ biển Việt Nam
Dưới đây là danh sách vũng vịnh ven bờ biển Việt Nam. Xem thêm Thể loại:Vịnh Việt Nam.

## Quảng Ninh
- Vịnh Tiên Yên – Hà Cối
- Vịnh Bái Tử Long
- Vũng Quan Lạn
- Vịnh Hạ Long
- Vịnh Cửa Lục
- Vũng Cô Tô

## Hải Phòng
- Vịnh Lan Hạ

## Thanh Hóa
- Vũng Nghi Sơn

## Nghệ An
- Vũng Quỳnh Lưu
- Vịnh Diễn Châu

## Hà Tĩnh
- Vũng Áng

## Thừa Thiên Huế
- Vũng Chân Mây

## Đà Nẵng
- Vịnh Đà Nẵng

## Quảng Nam
- Vũng Cù Lao Chàm
- Vũng An Hòa

## Quảng Ngãi
- Vịnh Dung Quất
- Vũng Việt Thanh
- Vũng Nho Na
- Vũng Mỹ Hàn

## Bình Định
- Vũng Mỹ An
- Vũng Mới
- Vũng Cát Hải
- Vũng Cát Chánh
- Vũng Làng Mai

## Phú Yên
- Vũng Xuân Hải
- Vũng Cù Mông
- Vũng Trích
- Vũng Ông Diên
- Vũng Xuân Đài
- Vũng Rô

## Khánh Hòa
- Vũng Cổ Cò
- Vũng Bến Gôi
- Vịnh Vân Phong
- Vịnh Cái Bàn
- Vũng Bình Cang – Đầm Nha Phu
- Vịnh Nha Trang
- Vịnh Hòn Tre
- Vịnh Cam Ranh
- Vũng Bình Ba

## Ninh Thuận
- Vũng Phan Rang

## Bình Thuận
- Vũng Padaran
- Vũng Phan Rí
- Vịnh Phan Thiết

## Côn Đảo (Bà Rịa – Vũng Tàu)
- Vũng Côn Sơn
- Vũng Đông Bắc
- Vũng Đầm Tre

## Phú Quốc (Kiên Giang)
- Vũng Bãi Vạn
- Vũng Đầm